# 아이노드
전산학에서 아이노드(inode)는 UFS와 같은 전통적인 유닉스 계통 파일 시스템에서 사용하는 자료구조이다.
아이노드는 파일, 디렉터리 등 파일 시스템에 관한 정보를 가지고 있고, 파일도 각자 한 개의 아이노드를 가지고 있다. 아이노드는 소유자 그룹, 접근 모드(읽기, 쓰기, 실행 권한), 파일 형태, 아이노드 숫자(inode number, i-number, 아이넘버) 등 해당 파일에 관한 정보를 가지고 있다. 파일시스템 내의 파일들은 고유한 아이노드 숫자를 통해 식별할 수 있다.
일반적으로 파일 시스템을 생성할 때 전체 공간의 약 1퍼센트가 아이노드에 할당된다. 아이노드를 위한 공간이 한정되어 있는 만큼 파일시스템이 가질 수 있는 파일의 최대 개수도 한정되어 있다. 대부분의 경우에, 체감상 거의 무한대에 가까운 파일을 생성하고 관리할 수 있다.

## 아이노드에 포함된 정보
- 파일 모드 : 파일과 관계된 접근과 실행 권한을 저장하는 16비트 플래그

| 비트  | 내용                                                            |
| 12-15 | 파일 형식(일반, 디렉터리, 문자 또는 블록 특별, 선입선출 파이프) |
| 11    | SetUID 비트                                                     |
| 10    | SetGID 비트                                                     |
| 9     | Sticky 비트                                                     |
| 8     | 소유자 읽기 허가                                                |
| 7     | 소유자 쓰기 허가                                                |
| 6     | 소유자 실행 허가                                                |
| 5     | 그룹 읽기 허가                                                  |
| 4     | 그룹 쓰기 허가                                                  |
| 3     | 그룹 실행 허가                                                  |
| 2     | 다른 사용자 읽기 허가                                           |
| 1     | 다른 사용자 쓰기 허가                                           |
| 0     | 다른 사용자 실행 허가                                           |

- 링크 수 : 이 아이노드에 대한 디렉터리 참조 수
- 소유자 아이디 : 파일의 소유자
- 그룹 아이디 : 이 파일과 관계된 그룹 소유자
- 파일 크기 : 파일의 바이트 수
- 파일 주소 : 주소 정보(39바이트)
- 마지막 접근 : 마지막으로 파일에 접근한 시각
- 마지막 수정 : 마지막으로 파일을 수정한 시각
- 아이노드 수정 : 마지막으로 아이노드를 수정한 시각

## 같이 보기
- Inotify